# Benoît VI
Pour les articles homonymes, voir Benoît.
Benoît VI, fils d'un romain nommé Hildebrand, est élu 134e pape de l'Église catholique le 19 janvier 973, par le parti favorable à l'empereur Otton Ier. Il fallut cependant attendre l'accord de celui-ci pour le sacre. La mort d'Otton Ier en mai le prive de son protecteur et il est interné au château Saint-Ange par l'antipape Boniface VII, à la suite de sa capture par Crescenzi. Il meurt étranglé en juillet 974. Il est pape pendant 17 mois avant d'être inhumé dans l'antique basilique Saint-Pierre.

## Source
Cet article comprend des extraits du Dictionnaire Bouillet. Il est possible de supprimer cette indication, si le texte reflète le savoir actuel sur ce thème, si les sources sont citées, s'il satisfait aux exigences linguistiques actuelles et s'il ne contient pas de propos qui vont à l'encontre des règles de neutralité de Wikipédia.